# Rhyacophila confissa
Rhyacophila confissa là một loài Trichoptera trong họ Rhyacophilidae. Chúng phân bố ở miền Cổ bắc.